# Chen Tuan
Chen Tuan (Chinees: 陳 摶) (871 - 989) was een daoshi en daoïstische filosoof. Bepaalde daoïstische stromingen beschouwen hem als stichter van hun stroming. Chen leefde als kluizenaar in een grot, deze grot genaamd de Nine Room cave (Negen Kamer grot) en is te vinden in de berg Wudang Shan. Later verhuisde hij naar Hua Shan. Men zegt dat hij de kungfusoort Liuhebafa heeft ontwikkeld. Daarnaast wordt hij ook gezien als de ontwikkelaar van qicultivatie dat tegenwoordig bestaat uit taiji, slapend mediteren en staande oefeningen om ziektes tijdens seizoenswisselingen te weren. Chen werd meer dan honderd jaar oud.
Chen Tuan is afgebeeld in de Wu Shuang Pu (無雙譜; Table of Peerless Heroes / Boek van de Weergaloze Helden) geschreven door Jin Guliang.